# Calcinaia
Calcinaia är en ort och kommun i provinsen Pisa i regionen Toscana i Italien. Kommunen hade 12 726 invånare (2018).